# ИКЕА
IKEA International Group (ИКЕА) е многонационална фирма, специализирана в сферата на търговията с домашно обзавеждане. Към януари 2008 г. тя е най-голямата в света фирма, търгуваща на дребно с мебели.
Името е съкращение от първите букви на думите Ингвар, Кампрад, Елмтарюд и Агунарюд – имената на основателя и на 2-те села, в които е живял.
Компанията е основана в Швеция от Ингвар Кампрад през 1943 г., когато самият той е едва на 17 г. Контролира се от нидерландската фондация Stichting Ingka Foundation.
Наричаният скандинавски или още шведски стил на мебелите съчетава изисканата елегантност с непринуден, остарял вид. Автор на стила е Карл Ларсон (1853 – 1919). Дългата мрачна зима, ранното здрачаване и липсата на изобилие от естествена светлина са в основата на създаване на стила. Поради това всички тъмни, мрачни и тежки цветове са изхвърлени от интериора. Светлите стени, подове, мебелировка отразяват всяка възможна светлина.
Най-големият магазин IKEA се намира в Стокхолм и заема площ от 55 200 m², а най-малкият – в Оденсе, Дания и е с площ от 1500 m².
Фирмата разполага с асортимент от около 10 000 изделия. Най-голямата част от оборота принадлежи обаче не на мебелите, а на стоки-аксесоари. Само 40% от печалбите си IKEA дължи на мебелите.
IKEA се отличава и с изключително висок тираж на каталозите си – през 2006 г. те са отпечатани в тираж 160 млн. екземпляра. Според някои изчисления през 2003 г. само Библията и книгите за Хари Потър са имали по-висок тираж.
Към октомври 2011 г. IKEA разполага с 332 магазина в 38 страни. През фискалната 2010 г. продажбите ѝ възлизат на 23,1 милиарда долара, което е ръст със 7,7 пункта спрямо 2009 г. През февруари 2011 г. IKEA анонсира плановете си да изгради вятърни ферми в Dalarna County, Швеция, във връзка с плановете на мебелния гигант да задоволява 100% от нуждите си с възобновяема енергия.
На 1 януари 2012 г. IKEA осъществява вътрешна препродажба на своя бранд за $11,2 млрд., при което продавач е регистрираната в Лихтенщайн компания Interogo, контролирана от Ингвар Кампрад, а купувач – дъщерната компания на самата IKEA, холандската Ikea Systems. Целта на сделката е обявена като „консолидация и опростяване на структурата на бизнес-групата“, а в пресата се изказват мнения, че значението на сделката е в това, че сега търговската марка IKEA има напълно определена стойност. Според Forbes, продажбата на бранда от лихтенщайнската фирма на холандската компания по пазарна цена в дадения момент е била изгодна за IKEA: търговията на едро се управлява от Швейцария, а касата и управляващата компания са разположени в Белгия – и в двете страни облагането с данъци е много изгодно.
След началото на руското нападение над Украйна, на 3 март 2022 г. компанията решава да прекрати дейността си в Русия до 31 май. През юни 2023 г. продава централния си офис на компанията „КЛС-Химки“, а през септември – и мрежата от търговски центрове на МЕГА Газпромбанк.

## Производство
Въпреки че дизайнът на домакинските продукти и обзавеждането се прави в Швеция, артикулите на бранда в повечето случаи се произвеждат в развиващи се страни с цел намаляване на разходите по производство. За повечето продукти на компанията, сглобяването на артикулите става от крайния потребител.
Swedwood, дъщерно дружество на IKEA, се занимава с производството на всички продукти от дървесината на компанията, като най-голямата фабрика на Swedwood се намира в Южна Полша. Според дъщерната компания, над 16 000 служители в 50 обекта в 10 държави произвеждат 100 милиона броя мебели, които IKEA продава годишно. Мебелите на IKEA се произвеждат от плочи от дървесни частици (ПДЧ). Swedspan – друго дъщерно дружество на IKEA, произвежда всички необходими за изработката на мебели ПДЧ плоскости във фабриката си в град Хултсфред, Южна Швеция.
През 2019 г. IKEA обяви изцяло нов проект, с който компанията навлиза на пазара на роботизирано обзавеждане – Rognan. Целта на компанията е да предостави роботизирана система мебели, които изпълняват повече от една функция и буквално се трансформират в зависимост от нуждите на потребителя. Компанията планира да маркетира модула, разработен съвместно с американския стартъп Ори Ливинг, в най-гъсто населените държави – Япония и Хонг Конг, като той трябва да бъде пуснат през 2020 г.